# Chinantla
Chinantla est un village de la municipalité de Chinantla dans l'état de Puebla, au Mexique. Il est situé dans la partie sud-est de l'état, à environ 220 km de la ville de Puebla, la capitale de l'état.